# Минко Генов
Минко Генов Дюлгеров е български литературен историк и критик.

## Биография
Роден е в бедно семейство в Карлово на 5 юли 1880 г. Като стипендиант завършва Самоковската семинария и продължава образованието си в литературния отдел на Петербургската духовна академия (1902-1903).
След завършването си се отдава на педагогическа работа – става гимназиален учител в София. Главен редактор е на в. „Радикал“ (1922-1934). Взема участие в редактирането на вестник „Демократически преглед“ през периода 1921-1924 г., редактира списание „Венец“ в периода 1926-1943 г. Подпредседател и секретар на Съюза на гимназиалните учители.
Интересите на Генов като литератор са предимно в областта на старобългарската литература. Оставя име на един от добрите и познавачи и популяризатори. Очертава дейността на старобългарските книжовници на фона на епохата. Дава библиографски сведения за писателите, проявява стремеж към популярно излагане на материала. Книгата му „Начало и разцвет на българската литература“ обхваща епохата на Първото българско царство (от Борис I до падането на България под византийско владение). Отделя специално внимание на Охридската и Преславската книжовна школа и на книжнината по времето на цар Петър, като извежда общи изводи за особеностите на старобългарската литература.
След промените от 9 септември 1944 г. Минко Генов продължава научната си дейност. В „Иван Вазов...“ - биографичен труд, насочен към по-младите читатели, са проследени детските, юношески и младежки години на Вазов, като са използвани данни от произведенията му, спомени на негови съвременници и други източници. Книгата „Етюди върху старобългарската литература“, без да предявява претенции да бъде история на старобългарската литература, засяга най-важните моменти от развитието ѝ. Разглежда се началото на славянската писменост - дейността на Кирил и Методий в Моравия и Панония, пренасянето и разцвета на писмеността в България. Разгледана е славянската писменост при западните и източни славяни. Направена е обща характеристика на старата българска литература.
Писателят умира в София на 8 ноември 1950 г.